# Бабки (Новгородська область)
Бабки (рос. Бабки) — присілок в Парфінському районі Новгородської області Російської Федерації.
Населення становить 57 осіб. Входить до складу муніципального утворення Федорковське сільське поселення.

## Історія
Від 2004 року входить до складу муніципального утворення Федорковське сільське поселення.

## Населення
| 2010 |
| ---- |
| 57   |